# Johann Heinrich von Carmer
Johann Heinrich Casimir von Carmer (ur. 29 grudnia 1720 w Bad Kreuznach, zm. 23 maja 1801 w Górze na Śląsku) – pruski wielki kanclerz, XVIII-wieczny reformator prawa.
Studiował prawo w Jenie i Halle. Pracował w Sądzie Kameralnym Rzeszy, a od 1749 jako referendarz w pruskich sądach. W 1751 wielki kanclerz Samuel von Cocceji powołał go na stanowisko radcy rządowego w Opolu. Stopniowo pełnił coraz wyższe stanowiska urzędowe w administracji Śląska. W 1768 został ministrem sprawiedliwości w rządzie tej pruskiej prowincji. W 1779 król Fryderyk II Wielki mianował go wielkim kanclerzem.
Jako wielki kanclerz rozpoczął szeroko zakrojone reformy pruskiego prawa i sądownictwa. Wraz ze swoim współpracownikiem Carlem Gottliebem Svarezem opracował m.in. kodyfikację pruskiego prawa – Landrecht oraz nową procedurę cywilną. Opracowywał i ujednolicał przepisy prawne obowiązujące w różnych prowincjach (w tym prawo zwyczajowe). Mimo opozycji w berlińskich kręgach prawniczych cieszył się dużym zaufaniem króla. Jego propozycje nie naruszały bowiem absolutnej władzy monarszej a zmierzały do unowocześnienia prawa i usprawnienia wymiaru sprawiedliwości.